# یوحنای دمشق
یوحنای دمشق (انگلیسی: John of Damascus؛ ۶۷۵ یا ۶۷۶–۷ دسامبر ۷۴۹) یک قدیس مسیحی اهل سوریه بود که به علت برشمردن اسلام به عنوان شاخه‌ای از مسیحیت در سدهٔ اول و دوم هجری نام‌آور شده است.

## زندگینامه
مهم‌ترین منبع زندگی او زندگینامه‌ای است که به دست بطریق یوحنای هفتم اورشلیم در سدهٔ دهم بر پایهٔ یک شرح حال عربی نوشته شده است. این زندگینامه با نگاه امروزی ویژگی‌های افسانه‌ای قوی‌ای را نشان می‌دهد. در مورد شخصیت یوحنا از نوشته‌های خود او چیز کمی می توان آموخت.
در زمان تولد یوحنا، زادگاه او بخشی از امپراتوری اسلامی بود. در زمان خلیفه معاویه اول (حکومت 661–680) دمشق پایتخت شد. پدر جان، سرجون بن منصور، منصب موروثی بالایی به عنوان خزانه‌دار معاویه داشت و یوحنا با پسرش، خلیفه بعدی یزید اول، همبازی بود. یزید سال 642 تا 647 میلادی زاده شده بود و یوحنا احتمالاً خیلی کم‌سن‌تر از یزید اول نبود. این با اسنادی که نشان می‌دهد او در 104 سالگی درگذشت، نیز مطابقت دارد. وقتی جان 23 ساله بود، پدرش به دنبال معلمی بود که بتواند تحصیلات پسرش را تضمین کند. طبق سنت، سرجون با یک اسیر جنگی ایتالیایی-یونانی، راهبی به نام کوسما آشنا شد. او را مجانی خرید و معلم پسرش کرد. یوحنا تحت هدایت کوسماس در زمینه‌های موسیقی، نجوم، الهیات پیشرفت زیادی کرد و همچنین متافیزیک و منطق ارسطو را مطالعه کرد. همچنین گفته می‌شود که او بزرگانی مانند دیوفانتوس اسکندریه در جبر و اقلیدس را در هندسه مطالعه و درک کرده است.
یوحنا پس از مرگ پدرش، مسئولیت پروتوسیمبولوس (رئیس شورای شهر) دمشق را به عهده گرفت. گرایش ضد مسیحی در دربار که در زمان خلیفه عبدالملک (685-705) آغاز شد، منجر به ترک خدمت دولتی از سوی یوحنا شد. او پیش از سال ۷۰۰ به همراه برادر خوانده‌اش کوسماس وارد صومعه مار صبا در نزدیکی اورشلیم شد. با این حال، راهبان آنجا علاقه چندانی به آموزش نداشتند. افسانه‌های مختلف می گوید که جان، که از قبل دانشمند مشهوری بود هنگام ورود به صومعه، در ابتدا از نوشتن منع شد. اما بعداً آثار متعددی به‌ویژه سرودها، نیایش‌ها و دیگر متون مذهبی خلق شد که امروزه نیز در کلیسای ارتدکس مورد استفاده قرار می‌گیرد. اسقف ژان پنجم اورشلیم او را به عنوان کشیش تعیین کرد.
در سال 726 در امپراتوری بیزانس به اصطلاح مناقشه بر سر شمایل آغاز شد. جان با موفقیت در مناقشه مداخله کرد و از استفاده از نمادها و تصاویر دفاع کرد.  مخالفان طرفدار شمایل عمدتاً توسط راهبان حمایت می‌شدند، به ویژه کسانی که مانند یوحنا، خارج از حوزه نفوذ بیزانس در قلمرو اسلامی زندگی می‌کردند. جان به یکی از برجسته‌ترین مدافعان احترام به شمایل تبدیل شد.

## فهرست آثار
یوحنای دمشقی، علاوه بر آثار متنی خود که بسیاری از آنها در ادامه فهرست شده‌اند، سرودهایی نیز سروده و «قانون» را که یک قالب سرود ساختارمند مورد استفاده در آیین‌های بیزانسی است، به کمال رسانده است.

### آثار اولیه
سه رساله دفاعی علیه کسانی که شمایل مقدس را محکوم می‌کنند – این رساله‌ها از اولین نوشته‌های او در پاسخ به فرمان لئوی سوم، امپراتور بیزانس، مبنی بر ممنوعیت ستایش یا نمایش شمایل مقدس بود.

### آموزه‌ها و آثار کلامی
- چشمه معرفت، که با نام‌های دیگری چون چشمه حکمت یا سرچشمه دانش (به یونانی کوینه: Πηγή Γνώσεως, Pēgē gnōseōs، به معنای واقعی کلمه "سرچشمه دانش") نیز شناخته می‌شود، به عنوان یک سنتز و وحدت‌بخش فلسفه، ایده‌ها و آموزه‌های مسیحی توصیف شده است که در هدایت مسیر اندیشه لاتین قرون وسطی تأثیرگذار بود و به عنوان کتاب درسی اصلی الهیات ارتدکس یونانی درآمد. این اثر به سه بخش تقسیم شده است:
  1. فصول فلسفی (به یونانی کوینه: Κεφάλαια φιλοσοφικά, Kefálea filosofiká) – که معمولاً "دیالکتیک" نامیده می‌شود، عمدتاً به منطق می‌پردازد و هدف اصلی آن آماده‌سازی خواننده برای درک بهتر بقیه کتاب است. این بخش بر اساس اثر قبلی پورفیری، فیلسوف نوافلاطونی اواخر قرن سوم، به نام "ایساگوگه" (مقدمه‌ای بر منطق ارسطو) استوار است. این اثر قابل توجه بود زیرا به یوحنای دمشقی امکان می‌داد مفاهیم اساسی منطق و عقلانی‌سازی خدا را توضیح دهد.
  2. دربارهٔ بدعت (به یونانی کوینه: Περὶ αἱρέσεων, Perì eréseon، به معنای واقعی کلمه "دربارهٔ بدعت‌ها") – این بخش بر اساس اثر قبلی اپیفانیوس سالامیس به نام "پاناریون" (به یونانی کوینه: Πανάριον، برگرفته از لاتین panarium، به معنای "سبد نان") است. پاناریون یک کتاب قرن چهارمی در مورد بدعت‌شناسی بود که مدلی ساختاری و توصیفی از ۸۰ بدعت پیشین را در اختیار یوحنا قرار داد. یوحنا از طریق اپیفانیوس، احتمالاً به‌طور غیرمستقیم از آثار اولیه سنت ایرنائوس (علیه بدعت‌ها) و ژوستین شهید بهره برد که نوشته‌های ضد بدعت آنها بر بدعت‌شناسی پاتریستیک تأثیر گذاشت. ۲۰ بدعتی که یوحنا اضافه کرد، با شماره‌های ۸۱ تا ۱۰۰، به تحولات الهیاتی از اواسط قرن پنجم به بعد، از جمله نسطوری‌گری، مونوفیزیتیسم و سایر مناقشات کریستولوژیکی که پس از زمان اپیفانیوس پدید آمدند، می‌پردازند. برخلاف ۸۰ بدعت اول که مستقیماً از پاناریون منشأ می‌گیرند، منشأ این ورودی‌های اضافی کمتر مشخص است. محققان پیشنهاد می‌کنند که یوحنا احتمالاً از منابع مختلف معاصر یا تقریباً معاصر، مانند تاریخ‌های کلیسایی، سوابق شورایی، یا سایر متون بدعت‌شناسی موجود در قرن هشتم، بهره برده است. برخی محققان پیشنهاد می‌کنند که ۲۰ بدعتی که یوحنا اضافه کرد ممکن است تحت تأثیر آثاری مانند «نامه شورایی» سوفورونیوس اورشلیمی و «دربارهٔ فرقه‌ها» لئونتیوس بیزانسی بوده باشد، ادعایی که ریشه در یادداشتی از یک دست‌نوشته دارد که توسط ویراستار قرن هجدهمی، میشل لکیئن، به آن اشاره شده است. لکیئن فرض کرد که یوحنا از نویسندگانی از جمله تئودورت، تیموتی قسطنطنیه، سوفورونیوس و لئونتیوس بهره برده است. با این حال، این موضوع نامشخص باقی می‌ماند، زیرا پژوهش‌های مدرن، از جمله مقدمه سال ۱۹۵۸ بر آثار ترجمه شده یوحنا، هیچ مدرک بتونی برای اثبات این تأثیرات پیدا نمی‌کنند و بیان می‌کنند که «ظاهراً هیچ مبنایی برای آن وجود ندارد.» بنابراین، در حالی که ایده چنین مشارکت‌هایی پابرجا است، فاقد حمایت قطعی است و صرفاً گمانه‌زنی باقی می‌ماند. با این وجود، این اثر قابل توجه بود که به یوحنا اطلاعاتی در مورد بدعت‌های مختلف و همچنین مدلی برای سازماندهی یک کاتالوگ از بدعت‌ها را فراهم کرد. در ۸۰ فرقه مذهبی اصلی که طبق اپیفانیوس، از زمان آدم تا اواخر قرن چهارم به عنوان گروه‌های سازمان‌یافته یا فلسفه‌ها طبقه‌بندی می‌شدند. یوحنا بیست بدعت را که در زمان او رخ داده بود، اضافه کرد. آخرین فصل «دربارهٔ بدعت» (فصل ۱۰۱) به «بدعت اسماعیلیون» می‌پردازد. برخلاف بخش‌های قبلی اختصاص یافته به سایر بدعت‌ها که به‌طور مختصر در چند خط توضیح داده شده‌اند، این فصل چندین صفحه را دربرمی‌گیرد. این فصل یکی از اولین ردّیه‌های مسیحی بر اسلام را تشکیل می‌دهد. در پرداختن به بدعت اسماعیلیون، او به شدت به اعمال غیراخلاقی محمد و آموزه‌های فاسد وارد شده در قرآن برای قانونی کردن تخلفات این پیامبر حمله می‌کند. «دربارهٔ بدعت» به دفعات از یونانی به لاتین ترجمه شد. دست‌نوشته او یکی از اولین ردّیه‌های مسیحی ارتدکس بر اسلام است که بر نگرش کلیسای کاتولیک غربی نسبت به اسلام تأثیر گذاشته است. این اثر از اولین منابعی بود که محمد را در غرب به عنوان «پیامبر دروغین» و «ضد مسیح» معرفی کرد.[۲]
  3. شرح دقیق ایمان ارتدکس (به یونانی کوینه: Ἔκδοσις Ἀκριβὴς τῆς Ὀρθοδόξου Πίστεως, Ékdosis akribès tēs Orthodóxou Písteōs) – خلاصه‌ای از آموزه‌ها و نوشته‌های کلامی پدران اولیه کلیسا و به‌طور خاص پدران کاپادوکیایی (باسیل قدیس، گرگوری نازیانزوس قدیس و گرگوری نیسا قدیس) از قرن چهارم است. این اثر زبان ارسطویی را در خود جای داده و از طریق انتخاب متون و حاشیه‌نویسی‌های یوحنا تحت تأثیر الهیات تحلیلی انطاکیه، اصالت خود را نشان می‌دهد.

این اثر، هنگامی که به زبان‌های شرقی و لاتین ترجمه شد، منبعی ارزشمند برای متفکران شرقی و غربی گشت و مفاهیم منطقی و الهیاتی را ارائه داد. علاوه بر این، سبک نظام‌مند آن به عنوان مدلی برای سنتزهای الهیاتی بعدی که توسط مدرسان قرون وسطی تألیف شد، عمل کرد. «شرح» به گمانه‌زنی‌ها در مورد ماهیت و وجود خدا می‌پردازد و نقاط بحثی را در میان الهی‌دانان بعدی ایجاد می‌کند. این نوشته اولین اثر الهیات نظام‌مند در مسیحیت شرقی و تأثیری مهم بر آثار مدرسه‌ای بعدی داشت.

### دیدگاه‌ها دربارهٔ اسلام
در نزدیکی فصول پایانی (فصل ۱۰۱) «دربارهٔ بدعت»، یوحنا از اسلام به عنوان «بدعت اسماعیلیون» یاد می‌کند. او یکی از اولین منتقدان مسیحی شناخته شده اسلام است. یوحنا ادعا می‌کند که مسلمانان زمانی بت‌پرست آفرودیت بوده‌اند که به دلیل «نمایش ظاهری تقوا» محمد از او پیروی کردند، و خود محمد انجیل را خوانده و «همچنین، به نظر می‌رسد» با یک راهب آریوسی صحبت کرده که به او آریانیسم را به جای مسیحیت آموخته است.
یوحنا همچنین قرآن را خوانده بود، زیرا از آن به دلیل بیان اینکه مریم مادر یسوع خواهر موسی و هارون بوده است، طبق سوره ۱۹، آیه ۲۸: «یا خواهر هارون» و اینکه یسوع به صلیب کشیده نشد سوره نساء (سوره ۴)، آیات ۱۵۷–۱۵۸: «و به خاطر گفتارشان که «ما مسیح، یسوع، پسر مریم، فرستاده خدا را کشتیم.» اما آنها او را نکشتند و به صلیب نکشیدند - بلکه برایشان چنین جلوه داده شد.» انتقاد می‌کند.
یوحنا در ادامه اظهار می‌دارد که با مسلمانان در مورد محمد صحبت کرده است. او از صیغه جمع «ما» استفاده می‌کند، چه در اشاره به خود، چه به گروهی از مسیحیان که او به آنها تعلق داشته و با مسلمانان صحبت می‌کردند، یا در اشاره به مسیحیان به‌طور کلی.
با این حال، یوحنا ادعا می‌کند که از مسلمانان پرسیده است چه شاهدانی می‌توانند شهادت دهند که محمد قرآن را از خدا دریافت کرده است – زیرا، یوحنا می‌گوید، موسی تورات را از خدا در حضور بنی‌اسرائیل دریافت کرد، و از آنجا که شریعت اسلامی حکم می‌کند که یک مسلمان فقط می‌تواند در حضور شاهدان ازدواج و تجارت کند – و چه پیامبران و آیات کتاب مقدس آمدن محمد را پیشگویی کرده‌اند – زیرا، یوحنا می‌گوید، آمدن یسوع توسط پیامبران و تمام عهد عتیق پیشگویی شده بود. یوحنا ادعا می‌کند که مسلمانان پاسخ دادند که محمد قرآن را در خواب دریافت کرده است. یوحنا پاسخ داد: «پس ما به شوخی به آنها می‌گوییم که تا زمانی که او کتاب را در خواب دریافت کرده و عملیات را واقعاً حس نکرده است.» و ادعا می‌کند که او به شوخی پاسخ داد: «شما دارید رؤیاهایی را برای من می‌بافید.»
یوحنا می‌گوید، برخی از مسلمانان ادعا کردند که عهد عتیق که مسیحیان معتقدند آمدن یسوع را پیشگویی می‌کند، به اشتباه تفسیر شده است، در حالی که برخی دیگر از مسلمانان ادعا کردند که یهودیان عهد عتیق را ویرایش کرده‌اند تا مسیحیان را فریب دهند (احتمالاً برای اعتقاد به خدایی یسوع، اما یوحنا نمی‌گوید).
یوحنا در بازگویی گفت‌وگوی خود با مسلمانان، ادعا می‌کند که آنها او را به بت‌پرستی برای پرستش صلیب و یسوع متهم کرده‌اند. یوحنا ادعا می‌کند که به مسلمانان گفته است سنگ سیاه در مکه سر مجسمه آفرودیت بوده است.
علاوه بر این، او ادعا می‌کند، اگر مسلمانان یسوع را کلمه خدا و روح او بنامند، بهتر است یسوع را با خدا مرتبط کنند. یوحنا ادعا می‌کند که کلمه و روح از آنچه در آن وجود دارند جدایی‌ناپذیرند و اگر کلمه خدا همیشه در خدا وجود داشته است، پس کلمه باید خدا باشد.
یوحنا فصل را با این ادعا به پایان می‌رساند که اسلام چندهمسری را مجاز می‌داند، محمد قبل از غیرقانونی کردن زنا، با همسر یکی از یاران خود زنا کرده است، و قرآن پر از داستان‌هایی است، مانند «شتر خدا» و «سفره فسادناپذیر» که خدا به یسوع داده است.

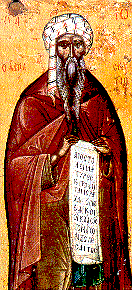
یوحنای دمشقی، تمثال یونانی.

### سایر آثار
- علیه یعقوبیان
- علیه نسطوریان
- گفتگو علیه مانویان
- مقدمه اولیه بر اصول اعتقادی
- نامه‌ای دربارهٔ سرود سه‌بار قدوس
- دربارهٔ اندیشه صحیح
- دربارهٔ ایمان، علیه نسطوریان
- دربارهٔ دو اراده در مسیح (علیه مونوتلیت‌ها)
- مقایسه‌های مقدس (مشکوک به اصالت)
- اوکتوئخوس (کتاب عبادی کلیسا با هشت لحن)
- دربارهٔ اژدها و ارواح